# Beöthy István (szobrász)
Beöthy István vagy Etienne Beothy (Heves, 1897. szeptember 2. – Párizs, 1961. november 27.) magyar származású francia szobrász, teoretikus, az Aranysor megalkotója.

## Családja, származása
A régi nemesi Beöthy családból származik (Bessenyei és Örvendi). Apja Beöthy János (1850–1930) orvos, édesanyja Máder Gizella (1873–1900) a hevesi patikus leánya. Anyai nagymamája Amberboy Lucia egy keresztényüldözések miatt Tordára menekült örmény családból származott. Kisgyermekéveit Jászapátiban töltötte testvérével Gizellával és szüleivel. 3 éves korában meghalt édesanyja gyermekágyi lázban. Apja a gyász elmúltával ismét megnősült.
Az első világháborúba önként jelentkezett katonának 1915-ben, az olasz fronton fejlövést kapott, emiatt leszerelték. A jászapáti szülői házban lábadozva ismerkedett meg albisi Pánczél Adalberta polgáriskolai tanárnővel, aki szintén félárva volt kiskorától. Hamar megszerették egymást és házasságot kötöttek. Két gyermekük született: ifj. Beöthy István (1920–1960) fényképész és Gizella (1924–1989) matematika, fizika és kézimunka szakos tanárnő.

## Tanulmányai
Az elemi iskolát Jászapátiban végezte, érettségit az egri ciszterci gimnáziumban tett 1915-ben. Fiatalkorában Vágó Pál festőművész helyi műtermében is sok időt töltött. 1918-ban beiratkozott a budapesti Magyar Királyi Műegyetemre, és édesapja kérésére eleinte építészmérnöknek tanult. Az aranymetszés iránti szenvedélye innen ered.
1919-ben szabad-iskolába járt Rippl-Rónai és Vedres Márk műhelyébe. 1920–1924 között a Magyar Királyi Képzőművészeti Főiskolára járt, szobrász szakon kezdett, ahonnan a művészetről vallott felfogása miatt kizárták. Ezután átkerült a festő szakra, és végül Vaszary János növendékeként végzett. 1925-1926-ban európai tanulmányutat tett, majd 1926-ban letelepedett Párizsban.
Ekkoriban különösen Hans Arp és Archipenko szobrai hatottak rá. Leegyszerűsített emberi alakokat ábrázoló szobraival az organikus absztrakció felé közeledett. A 30-as években készült tér-plasztikáiban az idő, a tér és a ritmus harmóniájának megteremtésére törekedett. A 30-as évek végétől a alaktan és az arányok problémájával foglalkozó Aranysor című tanulmány-kötetében kifejtett elméletét igyekezett bemutatni munkáiban.

## Elméleti munkássága
Alkotói indulása Magyarországon történt 1919-ben a nemzetközi művészetben is jelentős szenzációval, talán ő volt az első nem ábrázoló jellegű konstruktív plasztikák és szobortervek megalkotója. Már 1917-től kezdve tervezett síremlékeket Jászapátin, eközben alkotta meg az Aranysor harmonikus alapelvét. Az 1919-ben készített síremlék terveinek arányait már az aranysorozatra alapozta. Ide tartozik még néhány 1920 körül készült lírai absztrakt grafikája is, melyekben fúgaszerűen kapcsolódik össze két kottaképszerű hullám, majd egy évtizeddel megelőzve Oskar Fischinger zenére alkotott hasonló kísérleteit.

### Elméleti főműve
Beöthy István elméleti fő művét 1939-ben adták ki Párizsban, aminek az Aranysor címet adta Leonardo da Vinci iránti tiszteletből, aki az ókortól ismert és alkalmazott "isteni arányt" nevezte "sectio aurea"-nak. A La Série d'Or (az Aranysor) minden jel szerint a Le problème de la Création - az alkotás problémájáról magyarul 1938-ban elkészült és franciára forditott - tanulmányával együtt jelent meg.

## Életének és alkotói pályájának későbbi állomásai
1931-ben alapító tagja volt az Abstraction-Création csoportnak. 1936-ban megszervezte a Les Artistes Musicalistes csoportot, 1938-ban pedig a párizsi magyar képzőművészek kiállítását Budapesten, a Tamás Galériában. Itt olvasta fel Az alkotás problémája című tanulmányát magyarul. 
A második világháború alatt bekapcsolódott a francia ellenállási mozgalomba (röplapokat sokszorosított), a Magyar Függetlenségi Mozgalom alelnöke volt. 1946-ban a Salon des Réalités Nouvelles alapító, 1957-től vezetőségi tagja. 1947-ben több magyar művész szereplését biztosította a Réalités Nouvelles című folyóiratban, majd 1948-ban megszervezte párizsi kiállításukat.
Az 1950-es években visszatérve az építészeti, urbanisztikai, ipari formatervezési munkák foglalkoztatták. Részt vett a Forme et Vie (Forma és Élet) folyóirat szerkesztésében, illetve az Espace (Tér) csoport tevékenységében. Az Union des Artistes Modernes vezetőségének tagjává választották. Élete utolsó évtizedében egy színelméleti abc kidolgozásán fáradozott. 1952-1953-ban az  École des Beaux-Arts előadássorozatán az arányok és színek összefüggését taglalta. Tervezte egy Kör elnevezésű, absztrakt művészekből álló társulás létrehozását. Előkészítette a művészeti írásait egybefoglaló magyar nyelvű önálló kötet kiadását.
Az arányelméletéhez híven jó püthagoreusként élt: a ráció éppúgy jellemezte, mint a rejtélyek. 1960-ban fényképész fia nyomtalanul eltűnt az Alpokban, a Mount Blanc csúcsára indult túra alkalmával. Egy évvel később pedig a szobrász Beöthy Istvánra csak napokkal halála után találtak rá a saját fürdőkádjában fekve. Szívinfarktusban halt meg Párizs Montrouge kerületében 1961 novemberében.
Munkássága Magyarországon az 1983-as pécsi és budapesti, a teljes életművet bemutató kiállításig kevéssé volt ismert.

## Értékelése
A 20. századi képzőművészet nemzetközi élvonalában számon tartott művész. Jelentős előrelépést, újítást hozott elsősorban a szobrászatban, az absztrakt térplasztikai alkotásaival és az általános művészi arányelméletben annak matematikai alapokra épített sorozattá bővítésével. Alkotásait az európai kortársainak legjelentősebb absztrakt műveivel együtt említik. Szemlélete kialakításában fontos szerepe volt a természet megfigyelésének, az építészeti tanulmányoknak és az Abstraction-Création csoportban végzett munkásságának. Ez idő alatt öntötte végleges formába Aranysor című tanulmányát. A 30-as években ritmus-plasztikáival a tér-idő, a harmónia, a forma és ritmus összhangjának kifejezésére törekedett. Hullámvonalú, spirálisan csavarodó, pillér hatású szobrainak sajátossága a zártság, a határozott befoglaló vonal, ugyanakkor mégis szabadon áramló hajlékonyság. Szobrait nemes anyagból formálta, mahagóni és paliszanderfából vagy aranyló bronzba öntve.

## Fontosabb írásai
- Abstraction-Création füzetek: tanulmányok az absztrakt művészetről, 1932-36
- Le problème de la Création, Párizs, 1939
- La Série d'Or, Párizs, 1939
- Réalités Nouvelles füzetek: Írások a művészetek szintéziséről, Párizs, 1947, 1950-1954
- L'Espace-Temps, Art d'Aujourd'hui, 1951. április-május
- Functionnalisme et eurythmie, Formes et Vie, 1951. No. 1.

## Egyéni kiállításai

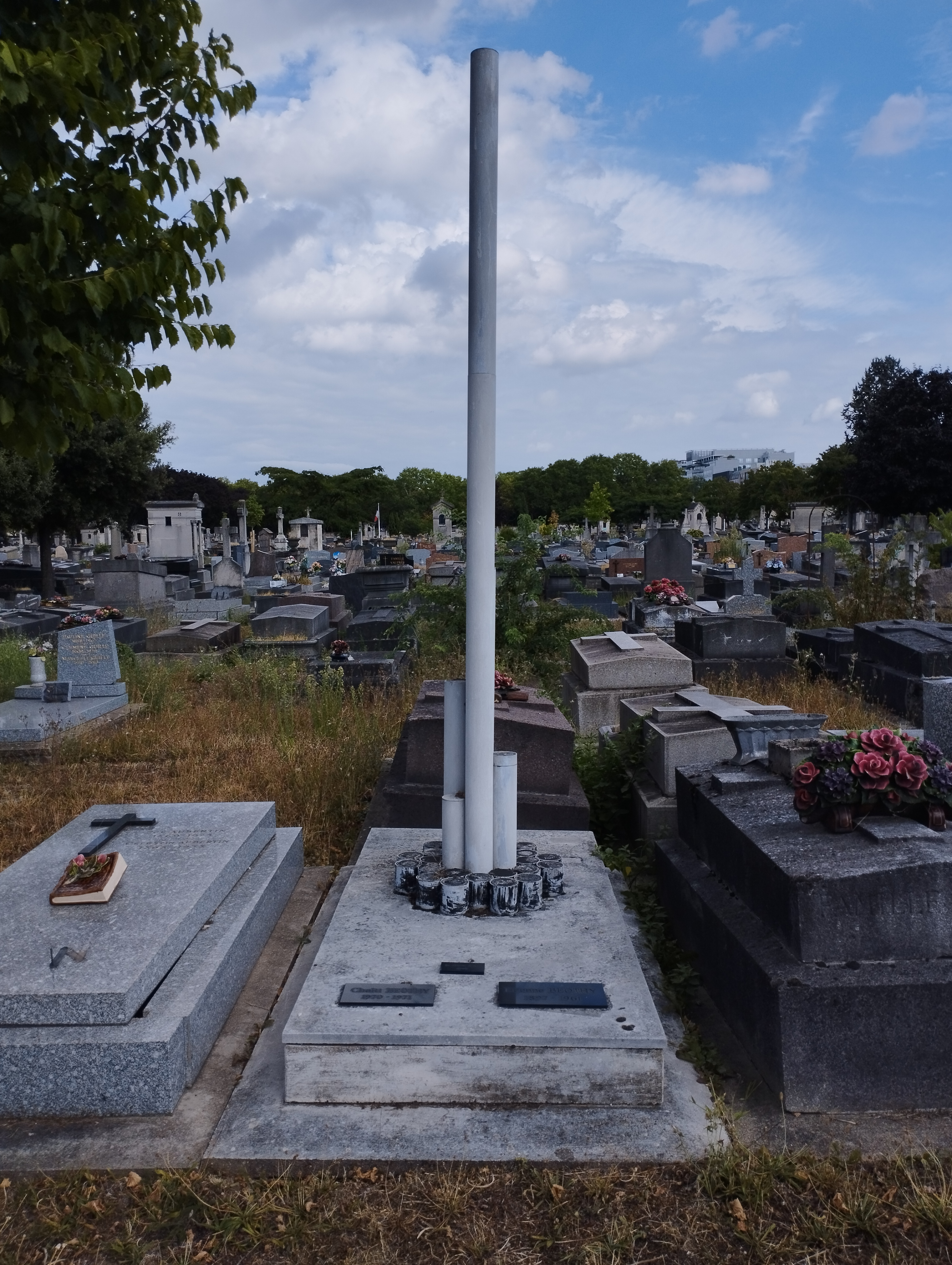
Sírját Aranysor c. szobra diszíti a Montrouge-i temetőben Párizsban

- 1928 • Galerie Sacre du Printemps, Párizs
- 1929 • Galerie Zak, Párizs
- 1930 • Galerie Bonaparte, Párizs
- 1931 • ~ szobrai és rajzai [Peitler I. képeivel], Kovács Á. Szalonja
- 1934 • ~ szobrai [Closon festményeivel], Abstraction-Création Kiállítóterem, Párizs
- 1942 • Centre d'Etudes Hongroises, Párizs
- 1946 • Galerie Denise René [Auguste Herbinnel], Párizs
- 1948 • Galerie Maeght (gyűjt.) Párizs
- 1952 • La Librairie des Archers, Lyon
- 1953 • Galerie Ex-Libris, Brüsszel • G. CAW, Antwerpen
- 1958 • Berri-Lardy, Párizs
- 1974 • Bargere [Auguste Herbinnel], Köln
- 1979 • Sculpturen-M., Marl (gyűjt)
- 1983 • Janus Pannonius Múzeum, Pécs (gyűjt., kat.)
- 1985 • Etienne Beothy et l'avant-garde hongroise, Galerie Franka Berndt, Párizs
- 1990 • Állandó különterem • Musée d'Art Moderne, Grenoble
- 1991 • Galerie Franka Berndt, Párizs.